# Жанхот Татарханов
Джанхот Татарханов (Тэтэрхъан Жанхъуэт) — старший князь-валий Кабарды (1773—1785), второй сын князя-валия Кабарды Татархана Бекмурзина (1732—1737). Братья — князья Кургоко и Мисост Татархановы.

## Биография
Один из видных лидеров кашкатавской партии. Во время русско-турецкой войны 1768—1774 годов многие знатные кабардинские князья: Джанхот Татарханов, Касай Атажукин, Джанхот Сидаков, Карамурзины и знатные дворяне Куденетовы и Тамбиевы поддерживали Россию.
В июне 1769 года Джанхот Татарханов сообщил в Кизляр, что:

«…по странию ево господина генерал-майора и кизлярского коменданта (Н. А. Потапова) также и ево Джанхота, кабардинские владельцы Касай Атажукин с фамилиею, Джанхот Сидаков с братьями, Кази Кайсинов з братьями, Ниятша и Муса Карамурзины, Маматкирей Алимурзин с сыном и протчия, также уздени Куденетовы и Тамбиевы и народ все в подданство к ея императорскому величеству преклонились и присягали во всю жизнь быть в ротекции ея императорского величества и в верности, как предки их находились и служили верно, и потом все на Баксан переселились».— 
Однако на самом же деле часть кабардинских князей отказалась сотрудничать с русскими властями. В числе их были «Мисост Баматов с детьми, Хаммурза Росланбеков с детьми, Ельбуздука Камаматов с детьми, Джанбулат Кайтукин с сыном, Кильчука Кайсинов с детьми, Ислам и Батыргирей Аджигереевы, Магмат Батокин с узденями и холопьями…».
В группировку кабардинский князей, отказавшихся от сотрудничества с Россией и выступивших против неё, вошли как баксанской, так и кашкатавской партий феодалы, во главе которых стал Мисост Баматов. Они переселились в верховья р. Кумы, но вскоре основная часть их подданных вернулась из урочища Эшкокон на Баксан. Их привёл на старое место жительства в Кабарду кабардинский князь Джанхот Татарханов, доброжелательно настроенный к России.
Князь Мисост Баматов и его сторонники обратились за помощь к крымскому хану. Хан откликнулся на призыв кабардинских князей и отправил на помощь Мисосту Баматову и его сторонникам небольшой отряд, которым командовал сын кубанского сераскира Казы-Гирея. Однако отряд крымцев опоздал, так как генерал-майор и начальник моздокской линии Иоганн фон Медем отправил против непокорных кабардинцев отряд войск и калмыцкую конницу. 6 июня 1769 года в неравном бою на Эшкоконе кабардинцы были разбиты превосходящими силами противника. Затем Иоганн фон Медем с 20-тысячным войском калмыцкого хана Убаши двинулся в верховья Кумы, где заставил принять подданство России абазин, башибаевцев и солтанаульских ногайцев.
Карательный поход генерал-майора Иоганна фон Медема заставил противостоящих ему кабардинских князей отказаться от надежды получить военную помощь от крымского хана, что и склонило большинство князей Кабарды на сторону России.
В 1773 году после смерти Касая Атажукина, главы баксанской партии, Джанхот Татарханов был избран старшим князем-валием Кабарды. Старался лавировать между сторонниками независимости и российским правительством.
В июне 1774 года большое крымско-турецкое войско под предводительством хана Девлет-Гирея вторглось в Большую Кабарду. Немногочисленные кабардинские князья, сохранившие верность России, просили у русских властей в Моздоке и Кизляре защиты от своих же кабардинских феодалов, перешедших на сторону крымскотатарских войск. Джанхот Татарханов и Давлетгирей Касаев просили русское командованием оказать им военную помощь. Генерал Медем отправил в Кабарду отряд из 1356 человек во главе с майором Криднером. В районе Бештамаковского редута к этому отряду присоединился князь Давлетгирей Касаев с 80 кабардинцами. Однако выполнить поставленную задачу Криднеру не удалось. Он не смог помешать соединиться войска крымских татар, которыми командовал калга Шабаз-Гирей, и кабардинских князей.
11 июня 1774 года татарское войско при поддержке отрядов кабардинских князей подступило к Моздоку. Противник не решился штурмовать хорошо укреплённую Моздокскую крепость и ударил по близлежащим станицам, которые были им заняты и разгромлены. В бою за станицу Наурскую был убит брат валия Кургоко Татарханов, сражавшийся на стороне восставших. После поражения под Наурской, где противник потерял до 800 человек убитыми, калга Шабаз-Гирей отступил к реке Чегему в Кабарду. Через неделю русские войска окружили и рассеяли ещё один отряд горцев в количестве 900 человек, который следовал на соединение с крымскими татарами. В этом бою погибло более 100 кабардинцев. Калга Шахбаз-Гирей соединился в Кабарде с крымским ханом Девлет-Гиреем. Однако в районе реки Гунделен русские войска под командованием генерала Медема настигли врага. В Баксанском ущелье крымский хан Девлет-Гирей был разгромлен и изгнан из Кабарды.
По условиям Кючук-Кайнарджийского договора в 1774 году Большая и Малая Кабарда признавались частью Российской империи.
В 1777—1778 годах на территории Северного Кавказа, между Азовом и Моздоком, русское правительство возвело военные укрепления, в которых были поселены казаки с Волги и Хопра. Здесь были образованы Волжский и Хопёрский казачьи полки. Также «в различных пунктах Кабарды были поставлены русские гарнизоны. Начальники этих гарнизонов одновременно выполняли функции гражданской администрации».
В 1778—1779 годах произошли крупные столкновения кабардинцев во главе с Хамырзой, сыном Асланбека Кайтукина, с русскими войсками во главе с генерал-майором И. В. Якоби. В бою на острове Кетуко на Малке в октябре 1779 года кабардинцы потерпели поражение. Погиб цвет кабардинского дворянства. Старший князь-валий Кабарды Джанхот Татарханов не принимал участия в боях с русским войсками.
В 1785 году после смерти Джанхота Татарханова новым старшим князем-валием Кабарды был избран Мисост Баматов (1785—1788).